# Charles-Isidore Choiselat
Charles-Isidore Choiselat (1815-1858) est un photographe français du milieu du XIXe siècle.

## Biographie
Fils du célèbre orfèvre et bronzier parisien Louis-Isidore Choiselat (dit Choiselat-Gallien), les quelques éléments biographiques connus concernent plus le photographe que l'homme. On sait qu'il entreprend dès 1840 des recherches avec Prestsch sur le fixage des épreuves  photographiques. Il travaille ensuite avec  Stanislas Ratel (1824-1904) avec qui, il réalise des gravures au daguerréotype selon le procédé Fizeau : la première planche gravée est produite en 1842 et leurs travaux sont récompensés en 1843 par la Société d'Encouragement pour l'industrie. Jusqu'en 1846, il travaille à Paris où il réalise de nombreux daguerréotypes.  En 1846, il entreprend toujours avec Ratel un voyage dans le Midi. C'est au cours de ce périple qu'ils prennent leurs clichés les plus connus : des daguerréotypes panoramiques notamment la Vallée de Die, les Arènes d'Arles et celles de Nîmes, probablement les premiers clichés de ces monuments romains. Ils photographient également l'entrée du port de Marseille. À sa mort en 1858, son associé Ratel devenu son beau-frère en 1850 abandonne la photographie.